# Белая Горка (скалы)
Белая Горка — скальное обнажение на правом берегу реки Ирбит в окрестностях деревни Речкаловой Ирбитского муниципального образования Свердловской области, Россия.
Длина обнажений до 300 м, высота 20—30 м. Крутой обрыв состоит из сыпучей белой глины — трепела, который постепенно переходит в твёрдую массу. На осыпях произрастает комплекс скально-горностепной флоры, 4 представителя которой включены в Красные книги Российской Федерации и Свердловской области: Neottianthe cucullata, Cypripedium guttatum, Lilium pilosiusculum, Pulsatilla uralensis.
В 2001 году Постановлением Правительства Свердловской области от 17 января 2001 года № 41-ПП обнажение Белая Горка было объявлено геологическим и ботаническим памятником природы. Этим же правовым актом охрана территории объекта возложена на Ирбитское лесничество. Площадь особо охраняемой природной территории составляет 151 га. Для сохранения памятника природы необходимо контролировать рекреационные нагрузки, а также поддерживать санитарное состояние территории.